# فيلق الجيش الأول (فيرماخت)
فيلق الجيش الأول (I. Armeekorps) فيلق في الجيش الألماني خلال الحرب العالمية الثانية. تم تأسيسه من خلال ترقية الموظفين السابقين في الفرقة الأولى في الرايخويهر في كونيغسبرغ في 1 أكتوبر 1934. 

## القادة
صورة
|  | {{{officeholder}}} |
|  | {{{officeholder}}} |
|  | {{{officeholder}}} |
|  | {{{officeholder}}} |
|  | {{{officeholder}}} |
|  | {{{officeholder}}} |
|  | {{{officeholder}}} |
|  | {{{officeholder}}} |
|  | {{{officeholder}}} |
|  | {{{officeholder}}} |
|  | {{{officeholder}}} |
|  | {{{officeholder}}} |

## مناطق العمليات
- بولندا - سبتمبر 1939 إلى مايو 1940
- فرنسا - مايو 1940 إلى يونيو 1941
- الجبهة الشرقية، القطاع الشمالي - يونيو 1941 إلى أكتوبر 1944
- جيب كورلاند - أكتوبر 1944 إلى May 1945